# Chaetocnema afghana
Chaetocnema afghana  (лат.) — вид жуков-листоедов (Chrysomelidae) рода Chaetocnema трибы земляные блошки из подсемейства козявок (Galerucinae). Центральная Азия: Афганистан (Nangarhar, Band-e-Darunta, 590 м)
.

## Описание
Длина 1,96 мм, ширина 1,13 мм. Соотношение максимальной ширины обоих надкрылий к максимальной ширине пронотума 1,45. Переднеспинка и надкрылья зеленоватые. Ноги в основном желтовато-коричневые: голени всех ног жёлтые, задние бёдра — светло-коричневые, передние и средние бёдра жёлтые. 1-4-й членики жгутика усика полностью жёлтые, 5-й членик жгутика частично коричневый. Голова гипогнатная (ротовые органы направлены вниз). От других видов рода отличается строением гениталий самцов (бока эдеагуса почти параллельные). Кормовые растения неизвестны.
Средние и задние голени с выемкой на наружной стороне перед вершиной. Лобные бугорки не развиты. Переднеспинка без базальной бороздки. Вид был впервые описан в 1988 году болгарским колеоптерологом Благоем Груевым (Gruev B. Blagoy, University of Plovdiv «Paisii Hilendarski», Пловдив, Болгария). Валидный статус был подтверждён в 2011 году в ходе ревизии палеарктической фауны рода Chaetocnema, которую провели энтомологи Александр Константинов (Systematic Entomology Laboratory, USDA, c/o Smithsonian Institution, National Museum of Natural History, Вашингтон, США), Андрес Баселга (Andrés Baselga; Departamento de Zoología, Facultad de Biología, Universidad de Santiago de Compostela, Santiago de Compostela, Испания), Василий Гребенников (Ottawa Plant Laboratory, Canadian Food Inspection Agency, Оттава, Канада) с соавторами (Jens Prena, Steven W. Lingafelter).